# دين كورل
سفاح أمريكي وقد كان مسؤولا عن اختطاف وتعذيب واغتصاب وقتل مالا يقل عن 27 الأولاد الصغار في هيوستن، وكانت جرائمة واحدة من سلسلة من جرائم القتل البشعة في تاريخ الولايات المتحدة. كان كورل معروفًا أيضًا باسم رجل الحلوى و Piper of Hamelin ، لأنه كان وعائلته يملكون ويشغلون مصنعًا للحلوى في مرتفعات هيوستن، وكان معروفًا أنه يعطى حلوى سكرية مجانًا في أطفال في المنطقة. وقد حكم على شركائه سلسلة الأبجدية. على مر السني، تم العثور على المزيد من الجثث.</ref> http://www.wargs.com/other/corll.html {{استشهاد بكتاب | </ span> تم تعيين ابنه البكر نائباً لرئيس شركة العائلة الجديدة تم تعيين  وشقيقه الأصغر ستانلي أمينًا للخزينة. 

## روابط خارجية
- دين كورل على موقع IMDb (الإنجليزية)